# John James Audubon
John James Audubon (ur. 26 kwietnia 1785 w Les Cayes, zm. 27 stycznia 1851 na Manhattanie w Nowym Jorku) – amerykański ornitolog, przyrodnik i malarz.
Dziełem życia Audubona było skatalogowanie, opisanie i namalowanie ptaków Ameryki Północnej.

## Życiorys
Audubon urodził się na Haiti. Był nieślubnym synem Jeana Audubona, francuskiego plantatora i kapitana statku morskiego, i służącej Jeanne Rabine. Po jej śmierci w 1789 roku wraz ze swoją przyrodnią siostrą został zabrany do Francji przez swojego ojca i jego żonę Annę Monet. Zaadoptowała rodzeństwo, kiedy zorientowała się, że sama nie może urodzić dziecka.  Audubon twierdził, że w wieku 17 lat odbywał półroczną praktykę w atelier klasycystycznego malarza Jacques-Louis Davida, jednakże brakuje źródeł potwierdzającą tę informację. W 1803 roku przyjechał do Stanów Zjednoczonych na rodzinną farmę Mill Grove niedaleko Filadelfii, zakupioną przez ojca artysty w 1789 roku. Tam rozpoczął studiowanie historii naturalnej, prowadził własne badania ornitologiczne – jednocześnie malując i rysując ptaki.
W 1826 roku przeniósł się do Londynu, gdzie zdołał zebrać fundusze potrzebne do opublikowania książki The Birds of America oraz towarzyszącej jej pozycji Ornithological Biographies – historii każdego gatunku napisanej razem ze szkockim ornitologiem Williamem MacGillivrayem. Obie książki zostały opublikowane między 1827 i 1839 rokiem.
The Birds of America to czterotomowe dzieło wydane w 170 egzemplarzach (do dziś zachowało się około 120). Jeden z egzemplarzy został w 2012 roku sprzedany na aukcji w Nowym Jorku za niemal 8 milionów dolarów, a rok wcześniej inny egzemplarz osiągnął w Londynie cenę 11,5 miliona dolarów.
Audubon kontynuował swoje wyprawy po Ameryce Północnej, gdzie zakupił posiadłość nad rzeką Hudson, obecnie znaną jako Audubon Park. W 1842 opublikował popularne wydanie Birds of America. Jego późniejsze prace dotyczyły ssaków – praca Viviparous Quadrupeds of North America – którą ukończyli jego synowie i zięć.
Audubon został pochowany w Trinity Churchyard Cemetery, przy 155th Street and Broadway na Manhattanie, w Nowym Jorku.
Na jego cześć w 1866 r. utworzono towarzystwo przyrodnicze National Audubon Society.

## Prace

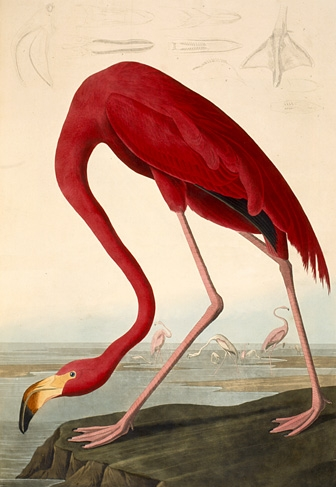
Flaming karmazynowy, czerwonak (Phoenicopterus ruber)
Karakara meksykańska (Caracara lutosa)
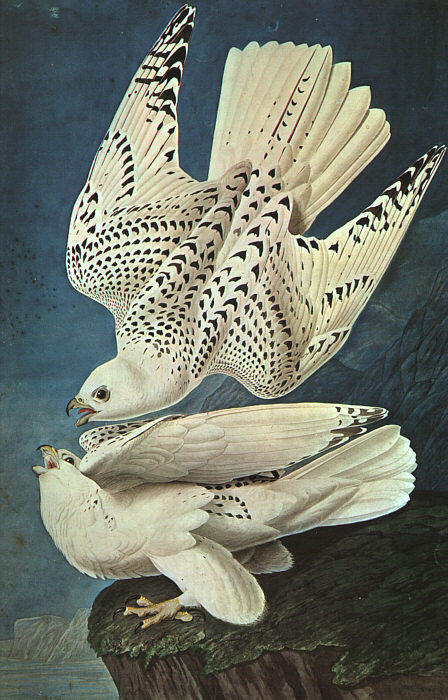
Białozór, sokół norweski (Falco rusticolus)
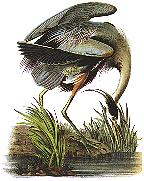
Czapla modra (Ardea herodias)
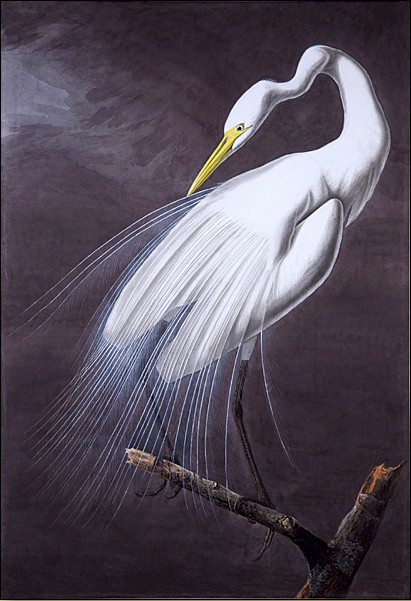
Czapla biała (Ardea alba)